# UFC 303
UFC 303: Pereira vs. Procházka 2  fue un evento de artes marciales mixtas producido por Ultimate Fighting Championship que se llevó a cabo el 29 de junio de 2024 en el T-Mobile Arena en Paradise, Nevada, parte del Área Metropolitana de Las Vegas , Estados Unidos.

## Antecedentes
Se esperaba que una pelea de peso wélter entre el ex campeón de peso pluma y peso ligero de UFC, Conor McGregor, y el ex tres veces campeón mundial de peso ligero de Bellator, Michael Chandler (también ex retador al título de peso ligero), encabece el evento. El par entrenó anteriormente en The Ultimate Fighter: Team McGregor vs. Team Chandler uno contra el otro. Sin embargo, el 13 de junio, se anunció que McGregor estaba lesionado y que el par se pospondría para una fecha futura. 
La nueva pelea principal de este evento será una revancha por el Campeonato de Peso Semipesado de UFC entre el actual campeón Alex Pereira (también excampeón de peso mediano de UFC y ex campeón de peso mediano y semipesado de Glory y el ex campeón Jiří Procházka (también campeón inaugural de peso semipesado de Rizin ). Anteriormente se enfrentaron en UFC 295 en noviembre de 2023, donde Pereira ganó el título vacante mediante un nocaut técnico en el segundo asalto.
Se esperaba que una pelea de peso semipesado entre el ex Campeón de Peso Semipesado de UFC Jamahal Hill y Khalil Rountree Jr. Sería la coestelar del evento. Sin embargo, Rountree se retiró del evento después de ingerir involuntariamente DHEA y contactar al vicepresidente sénior de cumplimiento antidopaje, Jeff Noviztky, y a la vicepresidenta de cumplimiento antidopaje de UFC, Donna Marcolini, para informarles del asunto. Rountree fue suspendido sólo dos meses porque se confirmó que había recibido un suplemento contaminado. Fue reemplazado por Carlos Ulberg.  A su vez, Hill se retiró y fue reemplazado por el ex retador al título Anthony Smith. Posteriormente, por razones desconocidas, Ulberg se retiró y fue reemplazado por Roman Dolidze.
Para UFC 302 estaba programada una pelea de peso paja femenino entre la ex campeona de peso atómico de Invicta FC, Michelle Waterson, y Gillian Robertson. Sin embargo, la pelea se pospuso para este evento por razones desconocidas.
Para el evento estaba programada una pelea de peso mosca entre Cody Durden y Carlos Hernández. Sin embargo, Durden fue retirado del evento por razones desconocidas y fue reemplazado por el recién llegado Rei Tsuruya.
Se esperaba que se llevara a cabo una pelea de peso pesado entre el ex campeón de peso pesado de UFC Andrei Arlovski y Martin Buday en UFC Fight Night 242. Sin embargo, la pelea se trasladó a este evento por razones desconocidas.
Un día antes del evento, la pelea coestelar de peso pluma entre el ex retador al Campeonato de Peso Pluma de UFC Brian Ortega y Diego Lopes se cambió a una pelea de peso ligero a pedido de Ortega, supuestamente debido a problemas de corte de peso. Posteriormente, el día del evento, Ortega se retiró de la pelea debido a una enfermedad y fue reemplazado en pocas horas por Dan Ige en un peso pactado de 165 libras.
En los pesajes, Jean Silva pesó 147,5 libras, una libra y media por encima del límite de peso pluma para peleas sin título. Se espera que la pelea se lleve a cabo en el peso pactado y Silva será multado con el 20 por ciento de su bolsa, que irá a parar a su oponente Charles Jourdain.

## Cartelera
1. ↑  Por el Campeonato Mundial de Peso Semipesado de UFC

## Bonificaciones
Los siguientes peleadores recibieron bonos de $50.000:
- Pelea de la Noche: Cub Swanson vs. Andre Fili
- Actuación de la Noche: Alex Pereira, Macy Chiasson, Joe Pyfer, y Payton Talbott